# Wilfred Bion

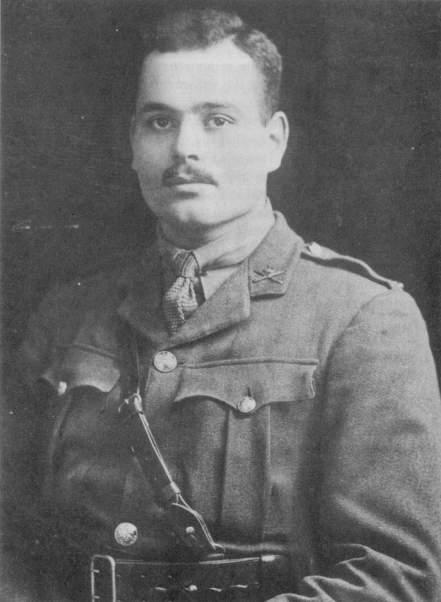
Wilfred Bion roku 1916

Wilfred Bion (8. září 1897 – 8. listopadu 1979) byl britský psychoanalytik kleiniánské orientace. Kleinánský směr natolik obohatil, že se někdy hovoří o klein-bionovském modelu.
Vyrůstal v Indii, která byla tehdy britskou kolonií. Zúčastnil se bojů 2. světové války, a to v britské tankové brigádě působící v severní Africe. Po válce působil v Londýně, byl analyzován Melanií Kleinovou a stal se jejím nejvýznamnějším žákem. Roku 1968 přesídlil do Spojených států, do Anglie se vrátil až těsně před smrtí. Jeho dílo bývá označováno za nejméně srozumitelné (spolu s dílem Lacanovým) v psychoanalýze. Přesto se stalo vlivné, zejména jeho koncept kontejnování je široce citován a užíván v terapeutické praxi.

## Útok na spojení
Pracoval především se schizofreniky. Povšiml si jejich sebedestruktivity, měl dojem, že obracejí svou agresi na sebe, že ničí vlastní psychické kapacity, což je sociálně paralyzuje a přivádí ke stavům připomínajícím mentální retardaci. Popsal tyto útoky schizofreniků na sebe sama kleiniánskými termíny (nenávist vůči zlému prsu, závist dobrého prsu) a dodal, že psychotik útočí svou agresí na objekt, ale schizofrenikův stav je horší právě proto, že neúnosný vztah s objektem řeší útokem na ty kapacity vlastní mysli, které jsou vztahovosti schopné. (Pojmem objekt se v pofreudovské psychoanalýze myslí především rodič v raných fázích vývoje a lidé, kteří v dospělosti pacientů tyto první objekty znovuzpřítomňují). Bion hovoří o "útoku na spojení" – pokud schizofrenik ničí kapacity mysli, které zajišťují vazbu se světem, zničí svou schopnost vnímat a produkovat jakoukoli vazebnost (mezi myšlenkami, slovy atd.), odtud jeho bizarní, nespojité projevy.

## Kontejnování
Bion rovněž rozvinul Kleinové koncept projektivní identifikace. Matka je podle Biona pro kojence jakýsi "kontejner", do něhož odkládá své neúnosné emoce ("kontejnování"). Matka je pak zorganizuje, "očistí", a dítě je introjikuje zpět takto očištěné. Pokud matka toto očišťování nezvládá, dítě zůstane v projektivní identifikaci uvězněno, psychotik takto podle Biona kontejnuje své emoce do druhých lidí.
Matka už u Biona není jen abstraktní konstrukt, jen bezbranná surovina pro kojencovy fantazie a přesuny obrazů z mysli a do mysli. U Biona matka ožívá a stává se spolutvůrcem těchto fantazií. Projektivní identifikaci již nejen umožňuje, ale i konstruuje (...) Pro Biona musí být matka především přítomná, aby se mohla stát kontejnerem, popelnicí, do níž dítě může odhodit to temné ze sebe. To je ještě kleiniánské. Ale pozor, u Biona je funkční matka současně také čističkou těchto odpadních vod – a to už je bionovské. Fantazie se podle Biona od matky musí nejen odrazit, ony se "v ní" musí také poupravit, přeměnit, očistit, vrátit se k dítěti ve zkvalitněné podobě. Tohoto matka dosahuje svou dobrotou a zajišťuje takto rovnováhu dítěte. Dítě na ní promítá chaos, ale ona svým chováním zajistí, že když si dítě tento chaos z úzkosti bere zpět, je tento do značné míry dechaotizován, temná dezorganizace se proměňuje ve snesitelnější organizaci temnoty, neboli bionovsky řečeno: odeslán je chaos, ale navrací se význam. Odmrštěna je osobní pohlcující emoce, ale vstřebána zpět je již jako méně osobní reprezentace.
V pozdních pracích se přiblížil vnímání kontejnování jako specifický druh telepatie, za což byl kritizován uvnitř psychoanalýzy. Jeho myšlenky však rozvinula řada autorů, například Heinrich Racker, Thomas Ogden, Betty Josephová a další.